# 勞倫斯縣 (伊利諾伊州)
勞倫斯縣（英語：Lawrence County）是美国伊利诺伊州東南部的一個縣，東鄰印第安纳州，面積968平方公里。根据2020年美國人口普查，共有人口15,280人。縣治勞倫斯維爾（Lawrenceville）。該縣成立於1821年1月16日，縣名紀念1812年战争中戰死的海軍軍官詹姆斯·勞倫斯。

## 外部連結
- 勞倫斯縣官網 （页面存档备份，存于）（英文）